# Rouvres, Calvados
Rouvres är en kommun i departementet Calvados i regionen Normandie i norra Frankrike. Kommunen ligger i kantonen Bretteville-sur-Laize som ligger i arrondissementet Caen. År 2022 hade Rouvres 222 invånare.

## Befolkningsutveckling
Antalet invånare i kommunen Rouvres
Referens:INSEE